# Dendrobium sutiknoi
Dendrobium sutiknoi är en orkidéart som beskrevs av P.O'byrne. Dendrobium sutiknoi ingår i släktet Dendrobium, och familjen orkidéer. Inga underarter finns listade i Catalogue of Life.